# Steigerkreuz
Das Steigerkreuz, auch Mönchskreuz genannt, ist ein historisches Sühnekreuz im Erfurter Steigerwald.
Das Denkmal ist ein 2,70 m hohes griechisches Kreuz aus Sandstein mit einer lateinischen Inschrift und einem Relief eines knienden Priesters. Die Inschrift lautet hIC EST OCCISUS MA / GISTER hENRICUS / DE SYBELEIBEN SACERDOS, zu deutsch Hier starb Magister Heinrich, Geistlicher von Siebleben. Dieser Heinrich war Stiftsherr an St. Severi und wurde am 10. Dezember 1323 von Graf Heinrich von Schwarzburg erschlagen, woraufhin dieser das Sühnekreuz aufstellen musste.
Es steht westlich der früheren B 4, heutige K 35 (Arnstädter Chaussee), dorthin wurde es im Zuge des Straßenbaus 1968 hin umgesetzt. Dabei wurde es am Schaft beschädigt, ist ansonsten aber in gutem Zustand.

## Quelle
- Archäologischer Wanderführer Thüringen, Weimar 2005, S. 68f.